# Pelecopsis riffensis
Pelecopsis riffensis là một loài nhện trong họ Linyphiidae.
Loài này thuộc chi Pelecopsis. Pelecopsis riffensis được miêu tả năm 1992 bởi Robert Bosmans & Abrous.